# 吕桑 (加尔省)
吕桑（法語：Lussan，法語發音：[lysɑ̃]）是法国加尔省的一个市镇，位于该省东北部，属于尼姆区。

## 地理
吕桑（44°9'11"N, 4°21'59"E）面积46.92 平方千米，位于法国奧克西塔尼大區加尔省，该省份为法国南部沿海省份，南端濒地中海，北起顺时针与阿尔代什省、沃克吕兹省、罗讷河口省、埃罗省、阿韦龙省和洛泽尔省接壤。
与吕桑接壤的市镇（或旧市镇、城区）包括：布凯、拉布吕吉耶尔、丰叙吕桑、丰塔雷什、古达尔格、梅雅讷-勒克拉普、瓦莱拉格、韦尔弗伊。

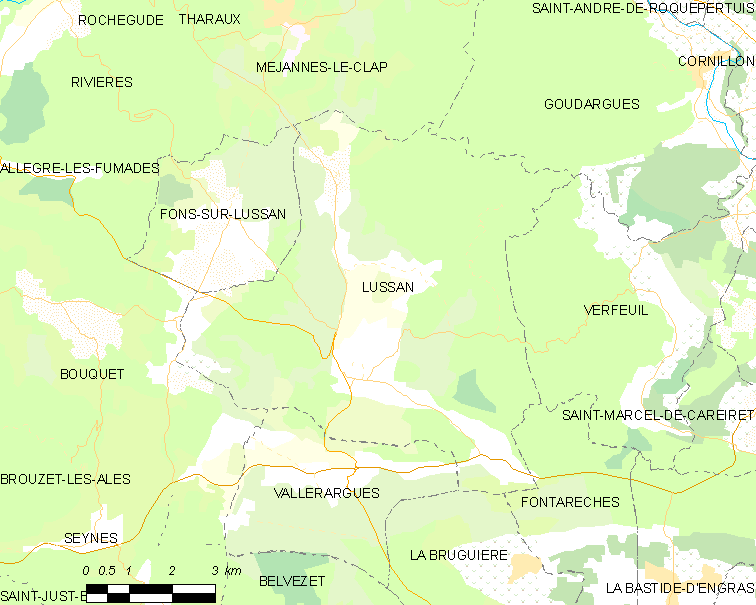
的OSM定位图

吕桑的时区为UTC+01:00、UTC+02:00（夏令时）。

## 行政
吕桑的邮政编码为30580，INSEE市镇编码为30151。

## 政治
吕桑所属的省级选区为阿莱斯第二县。

## 人口

1962-2008年间人口变化图示

吕桑于2022年1月1日时的人口数量为531人。